# Mięsień biodrowo-guziczny
Mięsień biodrowo-guziczny (łac. musculus iliococcygeus) − w anatomii człowieka cienki mięsień stanowiący tylną część mięśnia dźwigacza odbytu. Przyczepia się na tylnej części łuku ścięgnistego dźwigacza odbytu, stanowiącego wzmocnione pasmo powięzi zasłonowej. Jego włókna, poprzeplatane tkanką łączną, zbiegają się w kierunku przyśrodkowym i kończą się na brzegu kości guzicznej i na więzadle odbytowo-guzicznym. Od strony jamy miednicy częściowo przykrywa go przednia część dźwigacza odbytu, mięsień łonowo-guziczny. Wolny brzeg tylny mięśnia łonowo-guzicznego jest oddzielony od mięśnia guzicznego tkanką łączną.